# Philippe Faucon
Philippe Faucon (Oujda, 26 de janeiro de 1958) é um cineasta, roteirista e produtor cinematográfico francês.